# 몬스터 탑
《몬스터 탑》(영어: Monster Top)은 스튜디오 모꼬지에서 제작한 대한민국의 애니메이션으로, 2021년 4월 8일부터 12월 23일까지 KBS 2TV에서 매주 목요일 오후 5시 15분에 방영했다.

## 방송 일시
| 방송 채널 | 방송일                     | 방송 시간 |
| --------- | -------------------------- | --------- |
| KBS 2TV   | 2021년 4월 8일 ~ 12월 23일 | 종료      |

## 등장 인물
시우와 하온은 원래 각각 '신치'와 '하오'였으나 현재의 이름으로 바뀌었다.
- 시우 (영어: Si Woo)
- 로라 (영어: Laura)
- 해원 (영어: Hyewon)
- 하온 (영어: Haon)
- 설아(=스노우)(영어: Seol ah/Snow)
- 아웅&다웅 (영어: AWoong & DaWoong)
- 진용 (영어: Jinyoung)
- 콜렉터 (영어: Collector)
- 스톰 (영어: Storm)
- 태산 (영어: Taesan)
- 이반 (영어: Ivan)

## 목소리 출연
- 원에스더: 시우, 브루키
- 김보나: 설아, 티라쿤
- 김혜성: 아웅, 해원
- 전영수: 로라, 트라키
- 오주희: 다웅, 테라곤
- 허성재: 하온, 파이어티라노
- 정의진: 진용, 썬더트리
- 이현: 이반, 콜렉터

## 제작진
- 책임프로듀서: 김자현 (1화) → 박성주 (2화 ~ 36화)
- 프로듀서: 이순주
- 총괄 프로듀서: 변권철, 묘산왕
- 총감독: 김진철
- 미술 감독: 강영일, 오중건
- 제작 감독: 유재현
- 시나리오: 허세황, 한상철
- 스토리보드: 정지욱, 허재선, 김정희, 하가걸, 진용
- 애니메이션 연출: 유재현
- 캐릭터 디자인: 오중건, 노형민
- 배경/프랍 디자인: 오중건, 양예굉
- 캐릭터 모델링: 이정은, 박흥선, 김유신, 박효선, 문소리, 김유미
- 배경/프랍 모델링: 이정은, 박흥선, 김유신, 박효선, 문소리, 김유미, 감빈, 주금양
- 리깅: 이석관, 소준휘
- 레이아웃: 김진철
- 애니메이션: 서경훈, 오종민, 증가흔, 이강도, 진선임, 유곤, 하거준
- 렌더 / 라이팅: 권영영, 소상덕
- 합성 / 이펙트: 구계빈, 등경, 서금악, 방혁동
- 편집: 김진철, 남종현, 조수호
- [주제가]
  - 작곡: 송호일
  - 작사: 오주희
  - 노래: 희망찬
- 음악/음향/효과: 안호성, 송호일
- 더빙 연출: 박희정, 오주희
- 우리말 제작: 오즈미디어
- 사운드 디자인: 지미디어
- 통역/번역: 최자인
- 마케팅: 이신옥, 박우정, 정혜진, 이태윤
- 홈페이지 제작: 정유현(KBS 미디어)
- 종합편집: 김수애, 정혜원
- 컴퓨터그래픽: 황은서
- 조연출: 차한결
- 연출: 이순주
- 제작: KBS, MOGGOZI
- 저작권: MOGGOZI DOFALA EAKI LEYI All rights reserved

### 방영 목록
| 회차       | 제목                          | 방송 일자        |
| ---------- | ----------------------------- | ---------------- |
| 1화        | 시우와 불꽃의 티라노 티라쿤   | 2021년 4월 8일   |
| 2화        | 폭주 몬스터를 멈춰라!         | 2021년 4월 15일  |
| 3화        | 몬스터 치료사                 | 2021년 4월 22일  |
| 4화        | 감염된 몬스터                 | 2021년 4월 29일  |
| 5화        | 미식가 하온                   | 2021년 5월 6일   |
| 6화        | 해원과 안키루                 | 2021년 5월 13일  |
| 7화        | 전학생 설아                   | 2021년 5월 20일  |
| 8화        | 몬스터 훈련대회               | 2021년 5월 27일  |
| 9화        | 몬스터의 불장난               | 2021년 6월 3일   |
| 10화       | 몬스터 간식소동!              | 2021년 6월 3일   |
| 11화       | 몬스터 실종사건               | 2021년 6월 10일  |
| 12화       | 스파크닉스의 습격(상)         | 2021년 6월 17일  |
| 13화       | 스파크닉스의 습격(하)         | 2021년 6월 24일  |
| 14화       | 인터넷 대소동                 | 2021년 7월 1일   |
| 15화       | 진용의 과거                   | 2021년 7월 8일   |
| 16화       | 스톰테라곤의 역습             | 2021년 7월 15일  |
| 17화       | 바람과 불의 대결              | 2021년 8월 12일  |
| 18화       | 테라곤을 구하라!              | 2021년 8월 19일  |
| 19화       | 개막, 몬스터컵!               | 2021년 8월 26일  |
| 20화       | 고양이 소녀의 습격(상)        | 2021년 9월 2일   |
| 21화       | 고양이 소녀의 습격(하)        | 2021년 9월 9일   |
| 22화       | 콜렉터와의 대결(상)           | 2021년 9월 16일  |
| 23화       | 콜렉터와의 대결(하)           | 2021년 9월 23일  |
| 24화       | 설아 구출작전(상)             | 2021년 9월 30일  |
| 25화       | 설아 구출작전(하)             | 2021년 10월 7일  |
| 26화       | 스틸아머 드래곤 등장          | 2021년 10월 14일 |
| 27화       | 최종진화! 플레임 나이트(상)   | 2021년 10월 21일 |
| 28화       | 최종진화! 플레임 나이트(하)   | 2021년 10월 28일 |
| 29화       | 최강의 스피너! 스톰           | 2021년 11월 4일  |
| 30화       | 해원 VS 스톰! 운명의 대결     | 2021년 11월 11일 |
| 31화       | 대결! 아이스 드래곤 VS 블랙홀 | 2021년 11월 18일 |
| 32화       | 결승! 플레임 나이트 VS 블랙홀 | 2021년 11월 25일 |
| 33화       | 본부를 향하여                 | 2021년 12월 2일  |
| 34화       | 카이저 드래곤의 부활          | 2021년 12월 9일  |
| 35화       | 폭주! 카이저 센추리온         | 2021년 12월 16일 |
| 최종화(36) | 마지막 대결                   | 2021년 12월 23일 |